# Liu Ji

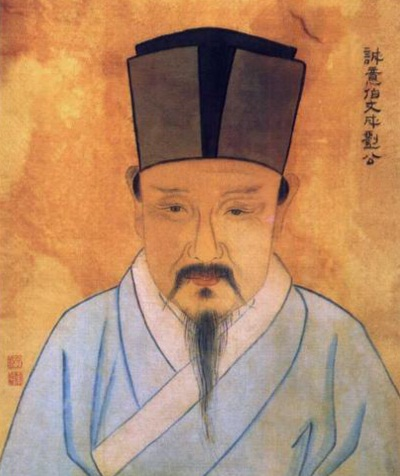
Liu Ji

Liu Ji (1 de julho de 1311 - 16 de maio, 1375), também conhecido como Bowen ou Wencheng (文成), foi um oficial, estadista, poeta e grande militar estrategista no período do fim da dinastia Yuan e início da dinastia Ming da  história chinesa. Ele nasceu em Qingtian (atual Wencheng County), na província de Zhejiang). Foi o principal estrategista e conselheiro do líder rebelde Zhū Yuánzhāng (1328-1398), da dinastia Yuan, que mais tarde se tornou o imperador fundador da dinastia Ming, que governou a China de 1368 a 1644. 
Liu Ji também é conhecido por suas profecias, tendo ele tem sido descrito como o "Divino chinês Nostradamus". Com o seu contemporânea e estudioso Jiao Yu, ele foi um dos co-editores do tratado militar conhecido como Huolongjing (Fire Dragon Manual). Outro seu famoso tratado militar é conhecido como Lessons of War.
A causa precisa da morte dele é considerada incerta pelos estudiosos modernos. Alguns estudiosos acreditam que Liu foi envenenado pelo próprio imperador Zhū Yuánzhāng, não porque ele falhou em seu dever, mas porque o imperador tinha inveja e até mesmo medo de seu conhecimento e influência. Outras fontes apontam que o imperador matou muitas pessoas logo após Liu perder sua posição oficial, mas eles são incertos sobre se ele fazia parte deste grupo.